# DumDum Boys
DumDum Boys är en norsk rockgrupp som bildades 1979 (1982) i Trondheim. Bandet bildades under namnet «Wannskrækk» och var ursprungligen ett punkband. De blir, tillsammans med Raga Rockers, Jokke & Valentinerne och deLillos, omtalade som "De fyra stora" på 1980-talet i Norge. Dum Dum Boys är ett av Norges ledande rockband sedan genombrottet, som kom 1988. De har fått Spellemannprisen 3 år efter sina 3 första album. Det är det första bandet som har fått priset tre år på rad, i samma prisklass.  
Bandet har bevisat att rock fungerar med norska texter, och mycket av äran för detta måste gå till bandets gitarrist Kjartan Kristiansen, som genom sina gitarriff och gatupoesi, har satt en helt ny standard i norsk rock.

## Historia
Gruppen bildades 1979 då Prepple Houmb (egentligen Per Øivind Houmb) blev medlem av gruppen «Wannskrækk», som var ett punkrock-band, som gav ut några låtar. Det som "skulle bli" Dum Dum Boys blev komplett 1982.
«Wannskrækk» blev ett av landets ledande punkrock-band, men det var inte några skivbolag som var intresserade. Bandet blev frustrerade och bestämde sig för att byta namn, och musikstil. De gav ut några låtar, och först då vaknade skivbolagen och de kunde plötsligt välja och vraka bland de skivbolag som ville ha dem. Debutalbumet Blodig alvor, har blivit en slags vändpunkt för norsk rock. Det kom äntligen att band som kunde kombinera rock med norska texter och få det att fungera. Det blev Spellemannpris.
Splitter pine lanserades under Spellemannsutdelningen 1989. Turnén som följde blev bandets stora genombrott. Albumet sålde 65 000 exemplar och gav Spellemannspris nummer två. Roger Valstad var också nu producent.
Så skrev bandet på allvar in sig i historieböckerna då de fick sitt tredje Spellamannspris, för tredje året på rad. Det hade aldrig skett. Efter en paus startade de ett fruktbart samarbete med Yngve Sætre. Albumet fick inte Spellemanspris, men bandet blev istället hedrade med det finaste priset; "Årets spelman". Under 1000-årsfirandet av Trondheim höll de en konsert för 20 000 personer på torget. Ett osminkat och ärligt TV-porträtt av bandet skapade nytt intresse, samtidigt som medlemmarna fick skryt för att de var så öppna om mycket personliga saker.
År 2007 fick bandet hederspris under Spellemannprisen. År 2009 fick Kjartan Kristiansen och Aslak Dørum Spellamannprisen som årets textförfattare. Bandet fick "Alf Prøysens Ärespris" 2011. Bandet är ett av de viktigaste i norsk rockhistoria. År 2012 blev de invalda i "Rockheim Hall of Fame". År 2015 kom den officielle biografien om bandet, "En vill en", som skrevs av Sindre Kartvedt.

## Medlemmar
Nuvarande medlemmar
- Per Øivind Houmb ("Prepple") – sång (1985–)
- Kjartan Kristiansen – gitarr (1985–)
- Sola Jonsen – trummor (1985–)
- Aslak Dørum – basgitarr (1993–)

Tidigare medlemmar
- Persi Iveland – basgitar (1985–1993)
- Atle Karlsen – keyboard (1989–2007)

## Diskografi

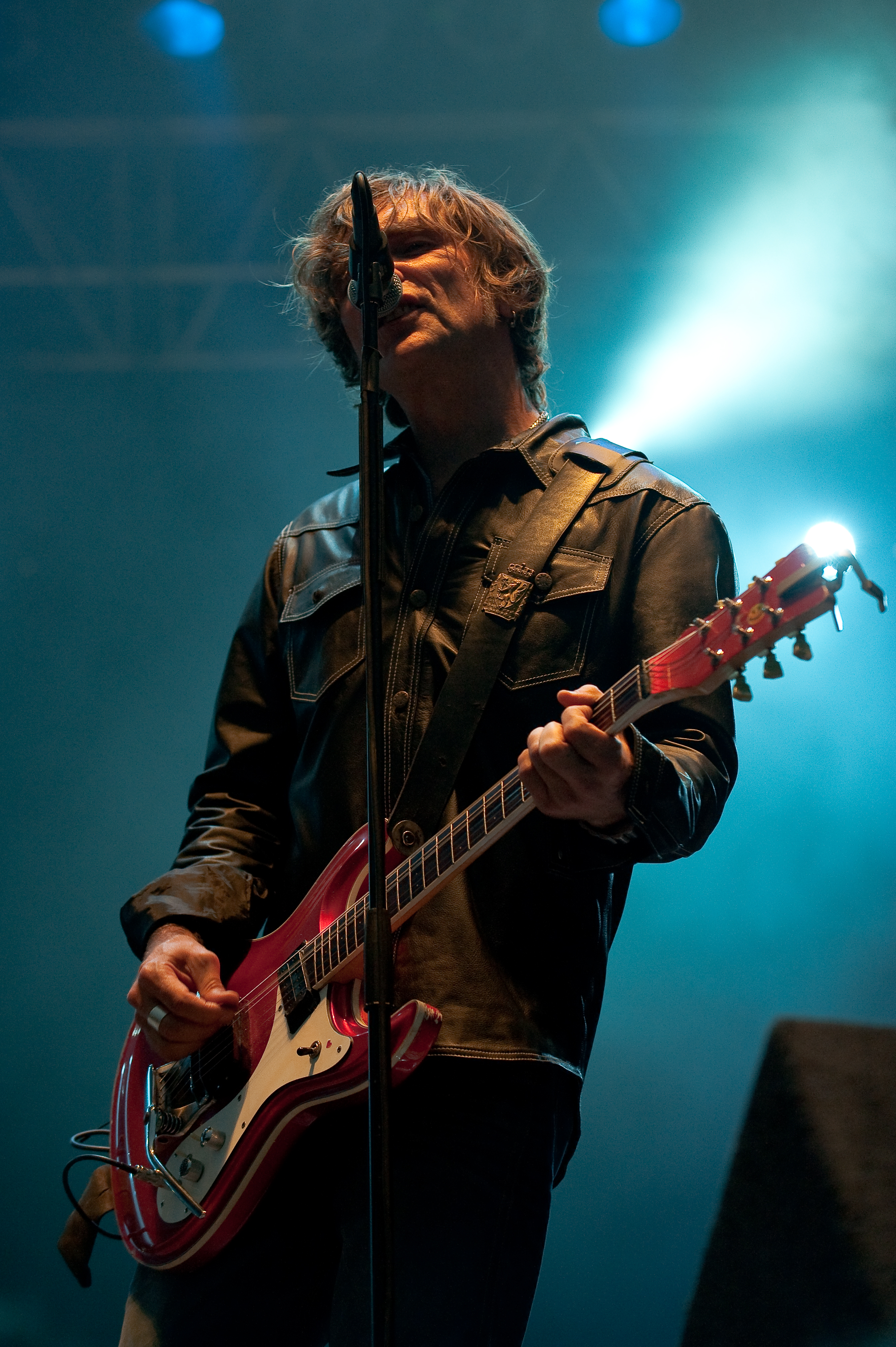
Kjartan Kristiansen under Døgnvill 2009.

### Album
Studioalbum
- Blodig alvor na na na na na (1988)
- Splitter pine (1989)
- Pstereo (1990)
- Transit (1992)
- Ludium (1994)
- Sus (1996)
- Totem (1998)
- Gravitasjon (2006)
- Tidsmaskin (2009)
- Ti liv (2012)
- Armer og bein (2018)

Livealbum
- 1001 Watt (1994)
- Ti Live (2012)

Samlingsalbum
- Riff – Wannskrækk 1980–85 (Wannskrækk) (1992)
- Schlägers (2001)

### Singlar
- «Sorgenfri» (1986)
- «Boom Boom» (1989)
- «Splitter pine» (1989)
- «Plaster på såret» (1990)
- «Englefjes» (1990)
- «Transit Stigmata Exit» (1992)
- «Mitt hjertes trell» (1994)
- «Sustema Magica» (1996)
- «Bapshuariari» (1996)
- «Stjernesludd» (1997)
- «Ikke faen» (1998)
- «Enhjørning» (2006)

## Priser och utmärkelser
- Spellemannprisen 1992 i klassen "Årets Spellemann".[2][3]
- Gammleng-prisen 1997 i klassen "Pop".